# Lone Star Soccer Alliance
La Lone Star Soccer Alliance (LSSA) fou una competició futbolística disputada per clubs dels Estats Units que estigué activa entre 1987 i 1992. Estigué formada principalment per equips de Texas, Oklahoma i Kansas.

## Historial
Fonts:
| Temporada | Campió               | Sèries       | Segon           |
| --------- | -------------------- | ------------ | --------------- |
| 1987      | Dallas Express       | No playoff   | Houston Dynamos |
| 1988      | Dallas Mean Green    | 5–3          | Houston Dynamos |
| 1989      | Austin Thunder       | 3–2          | F.C. Dallas     |
| 1990      | Oklahoma City Spirit | 3–0          | F.C. Dallas     |
| 1991      | F.C. Dallas          | 3–3 (6–5 p.) | Austin Thunder  |
| 1992      | Dallas Inter         | 2–1          | America F.C.    |